# 普雷斯克艾爾縣 (密西根州)
普雷斯克艾爾县（英語：Presque Isle County，/ˈprɛskiːl/ PRESS-KEEL）是美國密西根州上半島東北部的一個縣，東臨休倫湖。面積6,663平方公里（其中4,954平方公里，即74.34%為水面面積）。根據美國2000年人口普查，共有人口14,411人。縣治羅傑斯城（Rogers City）。
成立於1840年4月1日，縣政府成立於1871年3月31日。縣名來自同名的半島（法語是「近乎一個島」的意思）。